# 韩燕鸣
韩燕鸣（1982年10月26日—），中国足球运动员，司职中场。

## 职业生涯
韩燕鸣2001年进入一队，当年就获得了甲A联赛的入球，此后一直身披21号球衣，是泰达中场较为出名的球员之一。
韩燕鸣因参与球队罢训，2009年赛季结束被天津泰达挂牌不获留用。2010年初，韩燕鸣为了能够踢上球，先是远赴韩国仁川联试训，在因伤回国之后，又在河南建业试训並一直跟随河南建业训练。联赛间歇期，韩燕鸣三次向中国足协递交转会仲裁申请，希望可以在下半年以自由身加盟河南建业，但是最终足协以理由不足驳回了申诉要求。
2011年1月，韩燕鸣由于体能状况令河南建业新任韩国籍主教练金鹤范不满被排除在球队的大名单之外，最终被俱乐部告知球队不会与他签约，此前草签的合同也将解除，让其自行寻找下家。
2011年2月，韩燕鸣归队效力天津泰达。
2012年，韩燕鸣转会加盟中甲球队福建骏豪。
2012年9月16日，中甲球队福建骏豪俱乐部在官网宣布正式与天津籍球员韩燕鸣解除合同，并责令其立即离队。